# Pintor de Nausícaa

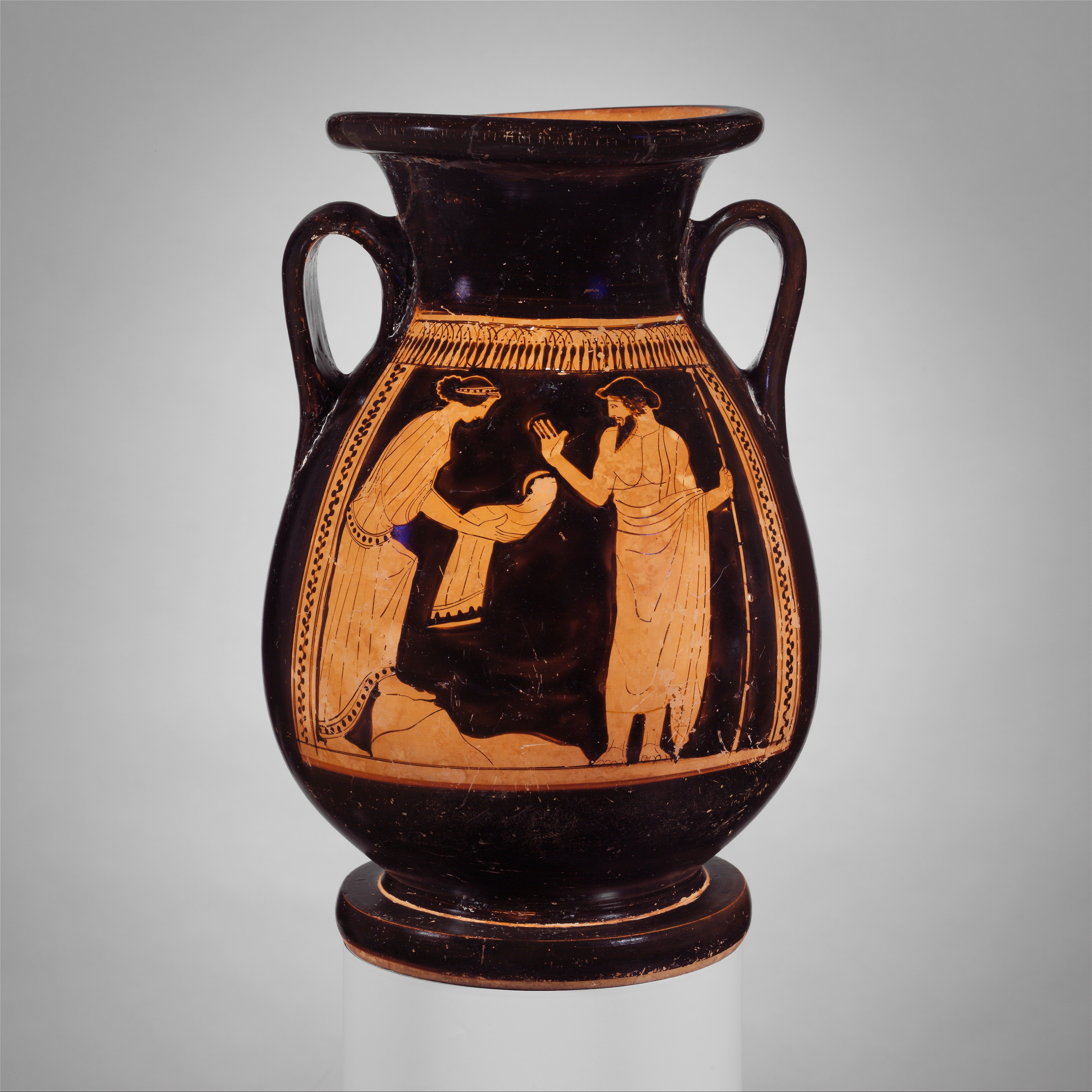
Pélice, 460 a 450 a. C., 34,8 cm, Museo Metropolitano de Arte.

Pintor de Nausícaa es el nombre convenido dado por John Beazley a un pintor ático de vasos, activo entre el 475 y el 450 a. C. Formó parte del grupo manierista de segunda generación, probablemente alumno del Pintor de Leningrado, y fue decorador de grandes vasos. Entre ellos, una ánfora panatenaica de figuras rojas, conservada en el Museo Británico, lleva la firma «Polygnotos» que puede considerarse como la firma del autor que Beazley rebautizó para evitar la confusión con los dos pintores homónimos, o como el homenaje del autor a un colega. El vaso epónimo del Pintor de Nausícaa es una ánfora de cuello procedente de Vulci (Múnich, Staatliche Antikensammlungen 2322) con el encuentro entre Odiseo y Nausícaa,  princesa de los feacios. La temática es inusual y el uso de temas ajenos a la tradición de las figuras rojas áticas es frecuente en este pintor como en el Pintor de Lewis, por lo que no se puede descartar que las referencias de estas obras fueran megalógrafas y que las firmas como Polignoto en ambos casos deban considerarse una referencia al pintor Polignoto de Tasos.